# Ledina (zemljište)
Ledina je u kontekstu zemljišta neobrađena ili neobradiva zemlja. Ponegdje se koristi istoznačno pojmu livada. Pojam ledina se može koristiti i za neobrađen, zapušten, u korov i travu obrastao komad zemlje.
Riječ potječe od staroslavenske riječi *lędo, indoeuropskog korijena *lendh-.